# Brunellia latifolia
Brunellia latifolia är en tvåhjärtbladig växtart som beskrevs av José Cuatrecasas. Brunellia latifolia ingår i släktet Brunellia och familjen Brunelliaceae. Inga underarter finns listade i Catalogue of Life.